# Mähring

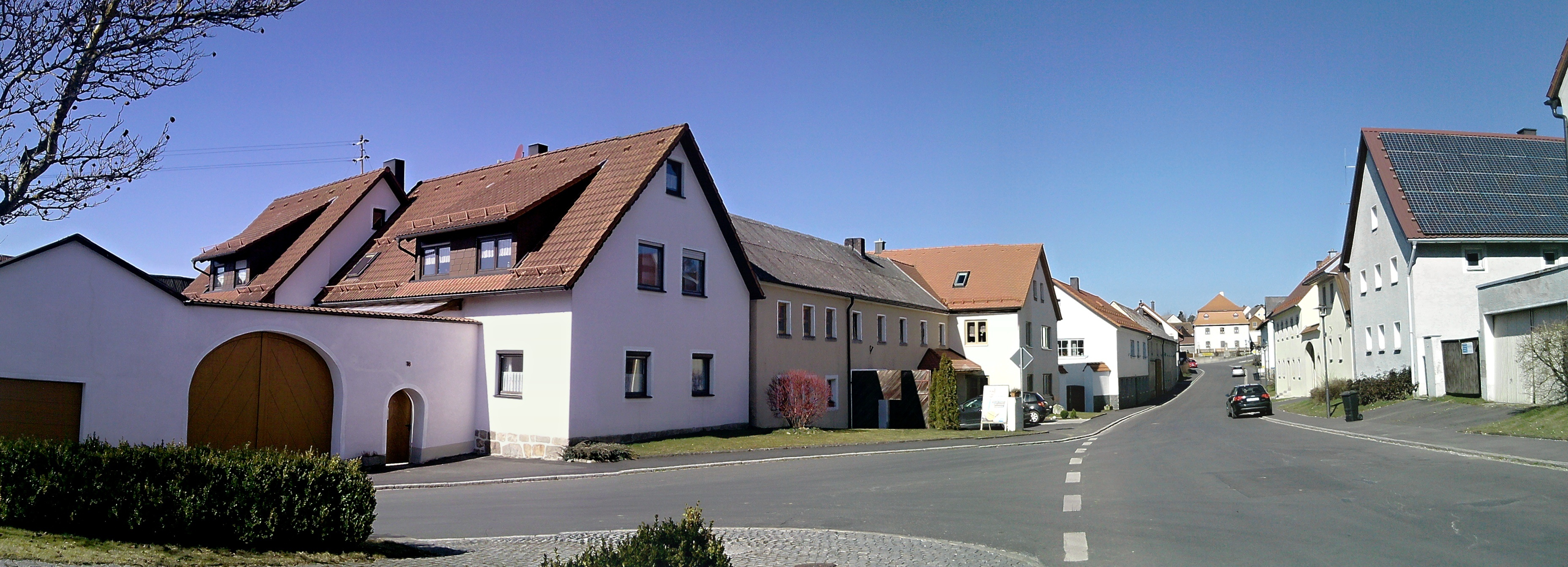
Ortsansicht von Mähring

Mähring ist ein Markt im Oberpfälzer Landkreis Tirschenreuth. Mähring liegt im Norden der Oberpfalz im Stiftland an der Grenze zu Tschechien am Lohbach, einem Nebenfluss der Mies.

## Geografie

### Geografische Lage
Der südwestlichste Teil des Gemeindegebietes wird von der Europäischen Hauptwasserscheide durchquert, wodurch ein relativ kleiner Teil der Gemeinde zum Einzugsgebiet der Donau gehört. Das übrige Gemeindegebiet gehört zum Einzugsgebiet der Elbe, wobei dieser Teil von einer weiteren Wasserscheide durchzogen wird, die durch die Flusssysteme der Wondreb und der Moldau gebildet wird. Von dieser wird das übrige Gemeindegebiet in zwei ungleich große Teile aufgegliedert, wobei der deutlich größere Teil westlich dieser Wasserscheide liegt. In diesem Teilgebiet liegt auch der Sitz der Gemeindeverwaltung, der sich in Großkonreuth befindet. Östlich der Wasserscheide liegen lediglich der namensgebende Gemeindehauptort, der Weiler Treppenstein und die Einöde Neumühle. Die einzigen Zufahrten vom deutschen Straßenverkehrsnetz aus bilden nur die Staatsstraße 2167 und die Staatsstraße 2175. Da diese beiden Straßen die Wondreb/Moldau-Wasserscheide auf knapp unter bzw. über 700 Meter überqueren, kommt es in schneereichen Wintern häufig zu witterungsbedingten Straßensperrungen. Bis zum Fall des Eisernen Vorhanges führte dies dazu, dass das abgelegene Gebiet zeitweilig vom übrigen Bundesgebiet abgeschnitten war. Diese Situation waren den Gegebenheiten im spanischen Val d’Aran nicht unähnlich (wenn auch in wesentlich geringerem Umfang), das vom restlichen Spanien bis zum Bau eines Tunnels während der Wintermonate nicht erreichbar gewesen war.
Unweit befindet sich das Sibyllenbad. Jenseits der tschechischen Grenze liegen die bekannten böhmischen Bäder Marienbad und Franzensbad.

### Nachbargemeinden
|                     | Bad Neualbenreuth 10 km                     |  |
| Tirschenreuth 14 km | Kompassrose, die auf Nachbargemeinden zeigt |  |
|                     | Bärnau 13 km                                |  |

### Gemeindegliederung
Mähring hat 19 Gemeindeteile (in Klammern ist der Siedlungstyp angegeben):
- Asch (Dorf)
- Dippersreuth (Dorf)
- Ebersberg (Einöde)
- Fiedlhof (Einöde)
- Frauenreuth (Dorf)
- Griesbach (Pfarrdorf)
- Groppenmühle (Weiler)
- Großkonreuth (Kirchdorf)
- Hiltershof (Weiler)
- Laub (Weiler)
- Lauterbach (Dorf)
- Mähring (Hauptort)
- Neumühle (Einöde)
- Ödhof (Einöde)
- Poppenreuth b.Tirschenreuth (Dorf)
- Redenbach (Dorf)
- Reisach (Weiler)
- Treppenstein (Weiler)
- Ziegelhütte (Weiler)

Es gibt die Gemarkungen Dippersreuth, Griesbach, Großkonreuth (nur Gemarkungsteil 0) und  Mähring.

## Geschichte

### Bis zur Gemeindegründung
Der Name des Ortes wurde zum ersten Mal 1181 als „Meringe“ urkundlich erwähnt. Im Jahr 1185 wurde er als „Meringin“ bezeichnet, im 13. Jahrhundert als „Mering“ und 1743 schließlich in der heute gültigen Schreibweise des Ortsnamens. Der Name des Ortes geht vermutlich auf den Personennamen „Mero“ bzw. „Maro“ zurück, dessen Ableitung durch das Zugehörigkeitssuffix „–ing“ erfolgte.
In Mähring befand sich vom 15. bis zum 17. Jhd. ein Eisenhammer. Aus einem Bericht des Johann German Barbing an den Kurfürst Ferdinand Maria vom 16. Januar 1666 heißt es: „Mähring. Ein Eisenhammer, bei dem früher ein Hochofen gewesen, dessen Inhaber Gg. Adam Frankh und Phil. Baur, ist gar ‚schlechtlich‘ gangbar, weil mit den Hammerleuten auch mit den Eisensteinen in Ermangelung des Verlags nicht recht aufzukommen. Und daher zur Zeit wenige Hoffnung, daß der Hochofen sobald wieder möchte erbaut werden, und falls schon derselbe in Gang gebracht würde, wäre doch dabei kein anderer Nutzen, als daß man auf den Fall der Nähe Stuckkugeln ins Zeughaus (fabriziere), wie auch der Landmann eiserne Ofenhäfen haben könnte. - Für diesen Hammer wäre nach Notdurft ‚Eisenarzt‘ zu Kleinsterz zu holen.“ Der Hammer wurde mit dem Wasser des Lohbachs betrieben.
Ein Großteil des Gemeindegebietes gehörte zur Propstei Hohenstein, die erst zur Grund- und Gerichtsherrschaft des Klosters Reichenbach gehörte und 1442 vom Kloster Waldsassen angekauft wurde. Mähring wurde Mittelpunkt eines Richteramtes im Stiftland. Im Freiheitsbrief von 1566 wurde der Ort schon als Flecken (Markt) bezeichnet. Die politische Gemeinde entstand im Jahr 1818.
Das im Rahmen des Kalten Krieges betriebene Projekt Uranbergbau Mähring wurde 1982 eingestellt.

### Eingemeindungen
Im Zuge der Gebietsreform in Bayern wurden am 1. Mai 1978 die Gemeinden Dippersreuth, Griesbach und Großkonreuth (ab dem 9. Januar 1952, vorher amtlich Poppenreuth) eingegliedert.

### Einwohnerentwicklung
Zwischen 1988 und 2018 sank die Einwohnerzahl von 1892 auf 1776 um 116 bzw. um 6,1 %.

## Politik

### Gemeinderat
Die zwölf Sitze sind wie folgt verteilt:
- FW 4 Sitze
- CSU 3 Sitze
- CWU (Christliche Wählerunion) 3 Sitze
- UWG 2 Sitze

### Bürgermeister
1. Bürgermeister: Franz Schöner, CWU
2. Bürgermeister: German Hartmann, CSU

### Wappen
| Wappen von Mähring | Blasonierung: „Über schwarzem Schildfuß, darin ein schräg gestelltes silbernes Türband, in Silber ein wachsender roter Drache, der ein halbes mit Messern besetztes schwarzes Rad hält.“ |
| Wappen von Mähring | Wappenbegründung: Im Wappen des Marktes Mähring kommt die Zusammensetzung der Gemeinde aus den bis 1978 selbstständigen Gemeinden Mähring, Dippersreuth, Griesbach und Großkonreuth zum Ausdruck. Aus dem alten, 1968 vom Markt Mähring angenommenen Wappen wurde das mit Messern bestückte halbe Rad als Attribut der Pfarrpatronin, der heiligen Katharina, übernommen. Der rote Drache stammt aus den Wappen der Diepoldinger Hausklöster Reichenbach und Waldsassen und wurde in das Wappen aufgenommen, weil ein Großteil des Gemeindegebietes der Propstei Hohenstein unterstand, die erst zur Grund- und Gerichtsherrschaft des Klosters Reichenbach gehörte und 1442 vom Kloster Waldsassen angekauft wurde. Mährung wurde Mittelpunkt eines Richteramtes im Stiftland; schon im Freiheitsbrief von 1566 wurde der Ort als Flecken (Markt) bezeichnet. Das Türband im Schildfuß erinnert an die Herren von Griesbach, die im Bereich des ehemaligen Reichsdorfes Griesbach begütert waren. Dieses Wappen wird seit 1979 geführt. |

## Kultur und Sehenswürdigkeiten

### Museen
- Gelebtes Museum Mähring im Alten Rathaus Mähring
- Mineralienmuseum Mähring – Privatsammlung im ehemaligen Raiffeisen-Lagerhaus, zugänglich nach Absprache mit dem Eigentümer (siehe Website)[10]

### Bauwerke

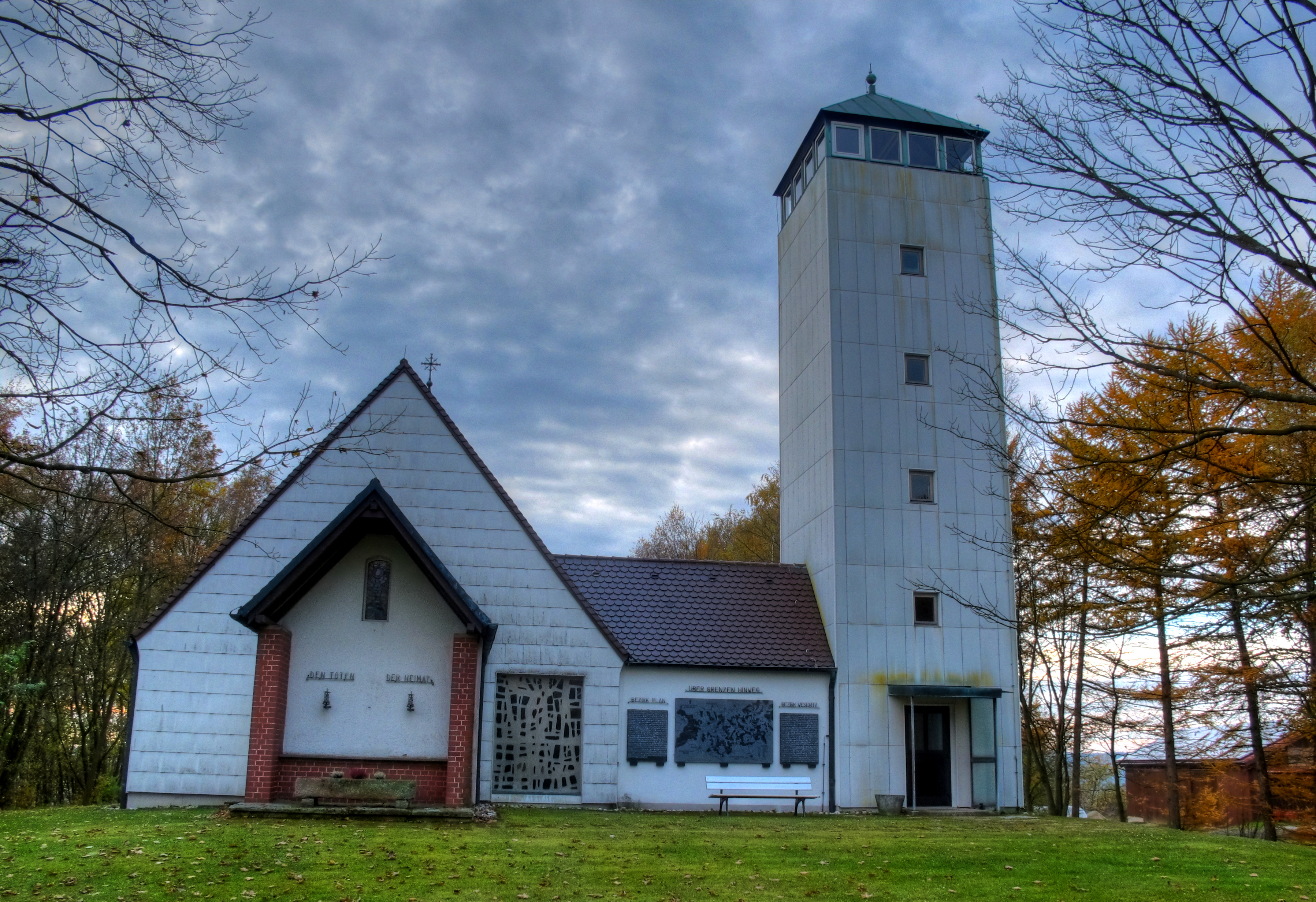
St.-Anna-Gedächtniskirche mit Aussichtsturm

- St.-Anna-Gedächtniskirche auf dem Pfaffenbühl.[11]

Die ursprünglich 1953 geweihte Kapelle wurde in den Jahren 1967 und 1987 erweitert. Sie erinnert an die gleichnamige Egerländer Wallfahrtskirche im 13 Kilometer entfernten böhmischen Plan-Weseritz im damaligen Sudetenland. Der seitlich angebaute, etwa 17 Meter hohe Aussichtsturm ergänzte 1973 das Gebäudeensemble. Besonders in den Zeiten des Kalten Krieges und des Eisernen Vorhangs diente er den Heimatvertriebenen als Aussichtspunkt für einen „Blick in die alte Heimat“ und „Symbol der Wachsamkeit und Wehrhaftigkeit gegenüber dem kommunistischen Osten“.
- Pfarrkirche St. Katharina
- Kapelle Zum Alten Herrgott im Wald
- Nikolauskirche Högelstein ein historisches Waldkirchlein an der Straße nach Bad Neualbenreuth
- Hammer Treppenstein, ehemaliger Eisenhammer in Treppenstein

### Feuerwehren
Freiwillige Feuerwehren bestehen in Mähring, Griesbach, Großkonreuth, Poppenreuth, Dippersreuth und Redenbach.

### Vereine
| - Fußballverein SC Mähring 1970 e. V. - Fußballverein SV Griesbach (gegründet 1949) - Fußballverein SG Großkonreuth (1974). - Schützenverein SV Linda Mähring 1963 e. V. - Schützenverein SG Heimat Griesbach | - Heimatverein Mähring (1980) - Zweigverein Griesbach des Oberpfälzer Waldvereins hat hier eine Zweigstelle. - Faschingsverein Rosamunde Mähring (1970) - Modellsportverein Großkonreuth e. V. (2008) - Musikverein "Großkonreuther Blasmusik" (1876) |

### Regelmäßige Veranstaltungen
- Heimat-Treffen der Plan-Weseritzer in der letzten Juliwoche

## Tourismus
Der Markt Mähring entwickelt sich immer mehr zu einem Touristenort, nicht zuletzt durch die Nähe des Bäderdreiecks Marienbad – Franzensbad – Karlsbad, das über den Grenzübergang Mähring/Broumov erreicht werden kann. Auch die Mittelgebirgslandschaft, die zu ausgedehnten Wanderungen einlädt oder die vielen Fischgewässer für Angler sind Gründe für die steigende Beliebtheit.

## Verkehr
Im Gemeindeteil Treppenstein endet die Staatsstraße 2167 am Grenzübergang Mähring – Broumov/Promenhof in die Tschechische Republik.
Wochentags verkehren die Buslinien 2702 und 2704 der Firma Eska Stiftlandkraftverkehr.

## Belege
1. ↑  Gemeinden, Kreise und Regierungsbezirke in Bayern, Einwohnerzahlen am 31. Dezember 2024; Basis Zensus 2022 (Hilfe dazu)
2. ↑  Markt Mähring in der Ortsdatenbank der Bayerischen Landesbibliothek Online. Bayerische Staatsbibliothek, abgerufen am 2. Dezember 2020.
3. ↑  Markt Mähring, Liste der amtlichen Gemeindeteile/Ortsteile im BayernPortal des Bayerischen Staatsministerium für Digitales, abgerufen am 2. Dezember 2020.
4. ↑  Gemarkungs- und Gemeindeverzeichnis. Landesamt für Digitalisierung, Breitband und Vermessung, 14. Juli 2020, archiviert vom Original am 2. Februar 2021; abgerufen am 1. Februar 2022.
5. ↑  Wolf-Armin Frhr. v. Reitzenstein: Lexikon bayerischer Ortsnamen. Herkunft und Bedeutung. Oberbayern, Niederbayern, Oberpfalz. München 2006, Seite 158.
6. ↑  Denk, Julius: Beiträge zur Geschichte des Berg- und Hammerwesens in der churfürstlichen Oberpfalz. 1902, S. 197.
7. ↑  Wilhelm Volkert (Hrsg.): Handbuch der bayerischen Ämter, Gemeinden und Gerichte 1799–1980. C. H. Beck, München 1983, ISBN 3-406-09669-7, S. 580.
8. ↑  Statistisches Bundesamt (Hrsg.): Historisches Gemeindeverzeichnis für die Bundesrepublik Deutschland. Namens-, Grenz- und Schlüsselnummernänderungen bei Gemeinden, Kreisen und Regierungsbezirken vom 27.5.1970 bis 31.12.1982. W. Kohlhammer, Stuttgart / Mainz 1983, ISBN 3-17-003263-1, S. 664 (Statistische Bibliothek des Bundes und der Länder [PDF; 41,1 MB]).
9. ↑  Wappen von Mähring in der Datenbank des Hauses der Bayerischen Geschichte
10. ↑  Mineralienmuseum Mähring: Website. Abgerufen am 8. Januar 2024 (deutsch).
11. ↑  St.-Anna-Kirche (Memento vom 25. Februar 2016 im Internet Archive) auf der Webseite Heimatkreis Plan-Weseritz e. V.
12. ↑  Staatliche Heimatpolitik und Heimatdiskurse in Bayern 1947 bis 1970, Ulla-Britta Vollhardt, 2008, ISBN 383-1608156
13. ↑  3 Vereine in der Gemeinde Mähring auf der Webseite vereinswappen.de
14. ↑  Vereine im Markt Mähring (Memento vom 19. Juli 2011 im Internet Archive) auf der Webseite der Marktgemeinde Mähring
15. ↑  Modellsportverein Großkonreuth e. V.
16. ↑  Der Verein stellt sich vor (Memento des Originals vom 15. Mai 2018 im Internet Archive)  Info: Der Archivlink wurde automatisch eingesetzt und noch nicht geprüft. Bitte prüfe Original- und Archivlink gemäß Anleitung und entferne dann diesen Hinweis., auf grosskonreuther-blasmusik.de, abgerufen am 14. Mai 2018
17. ↑  Regierung der Oberpfalz, Grenzübergänge (Memento vom 19. Oktober 2017 im Internet Archive), Regierung der Oberpfalz